# Creepy (filme)
Creepy (クリーピー　偽りの隣人) é um thriller japonês de 2016 dirigido por Kiyoshi Kurosawa, estrelando Hidetoshi Nishijima e baseado no livro de suspense de Yutaka Maekawa. O filme teve sua première em 13 de Fevereiro de 2016 no 66º Festival Internacional de Filme de Berlim, e foi lançado no Japão, pela Shochiku, em 18 de Junho de 2016.

## Enredo
Após demitir-se como um profilador por causa de uma lesão, Koichi Takakura e sua esposa mudam-se para mais próximo de seu novo trabalho, mas após o reencontro com um antigo colega à procura de ajuda em um caso misterioso, Koichi começa a especular que seus vizinhos podem estar envolvidos no crime.

## Elenco
- Hidetoshi Nishijima como Koichi Takakura[2]
- Yuko Takeuchi como Yasuko Takakura
- Teruyuki Kagawa como Mr. Nishino
- Haruna Kawaguchi como Saki Honda
- Masahiro Higashide como Nogami
- Ryōko Fujino
- Toru Baba
- Takashi Sasano

## Produção
O filme é baseado no livro de suspense escrito por Yutaka Maekawa.

## Lançamento
O filme teve sua première em 13 de Fevereiro de 2016 no 66º Festival Internacional de Filme de Berlim. Foi lançado no Japão, pela Shochiku, em 18 de Junho de 2016.

## Recepção
O filme teve uma recepção positiva em sua première norte-americana, recebendo 96% de aprovação no agregador de críticas Rotten Tomatoes, baseado em 23 críticas. No Metacritic, o filme tem uma pontuação média de 76 em um total de 100, baseado em 10 críticas, indicando "críticas geralmente favoráveis".
Deborah Young, do The Hollywood Reporter, escreveu que com Creepy "Kiyoshi Kurosawa retorna de suas obras autorais para o clássico do terror que o fez um nome cult."
A crítica Manohla Dargis, do The New York Times, elogiou o filme, escrevendo: "Fiel ao seu título em inglês, o filme é completamente assustador, em parte pois o Sr. Kurosawa sabe como causar provocação, mas também porque seus filmes transcendem as classificações (e limites) estimados pelos críticos e provedores de conteúdo. “Creepy” certamente funciona — parece e se assemelha — como um filme de terror, mas também contém os enigmas de uma história de detetive, as tendências emocionais de um drama doméstico e o pulso acelerado de um terror psicológico, uma combinação que cria um tipo de destabilização."